# Xian de Dabu
Le xian de Dabu (大埔县 ; pinyin : Dàbù Xiàn) est un district administratif de la province chinoise du Guangdong. Il est placé sous la juridiction de la ville-préfecture de Meizhou.

## Démographie
La population du district était de 510 604 habitants en 1999.